# Vorbachtal
Als Vorbachtal wird ein Teil des Naturraums Tauberland in Baden-Württemberg bezeichnet, in dessen Gebiet der namengebende Vorbach bei Weikersheim liegt. Das Vorbachtal ist als naturräumliche Teileinheit Nr. 129.31 der Haupteinheitengruppe Neckar- und Tauber-Gäuplatten eine von vier Untergliederungseinheiten der Einheit Taubergrund (Nr. 129.3) in zweiter Nachkommastelle. Die anderen Untergliederungseinheiten des Taubergrunds sind das Mittlere Taubertal (Nr. 129.30), das Wittigbachtal (Nr. 129.32) und das Taubertal bei Bieberehren (Nr. 129.33).

## Naturräumliche Gliederung
Das Vorbachtal ist folgender Teil des Naturraums Tauberland der Haupteinheitengruppe Neckar- und Tauber-Gäuplatten:
- (zu 12 Neckar- und Tauber-Gäuplatten)
  - 129 Tauberland
    - 129.0 Umpfer-Wachbach-Riedel
      - 129.01 Königheimer Tal

    - 129.1 Südliche Tauberplatten
    - 129.2 Freudenbacher Platte
    - 129.3 Taubergrund
      - 129.30 Mittleres Taubertal
      - 129.31 Vorbachtal
      - 129.32 Wittigbachtal
      - 129.33 Taubertal bei Bieberehren

    - 129.4 Tauberberg
      - 129.40 Unterbalbach-Röttinger Riedel
      - 129.41 Messelhäuser Hochfläche
      - 129.42 Großrinderfelder Fläche
      - 129.43 Werbach-Böttigheimer Tal